# Céline Deville

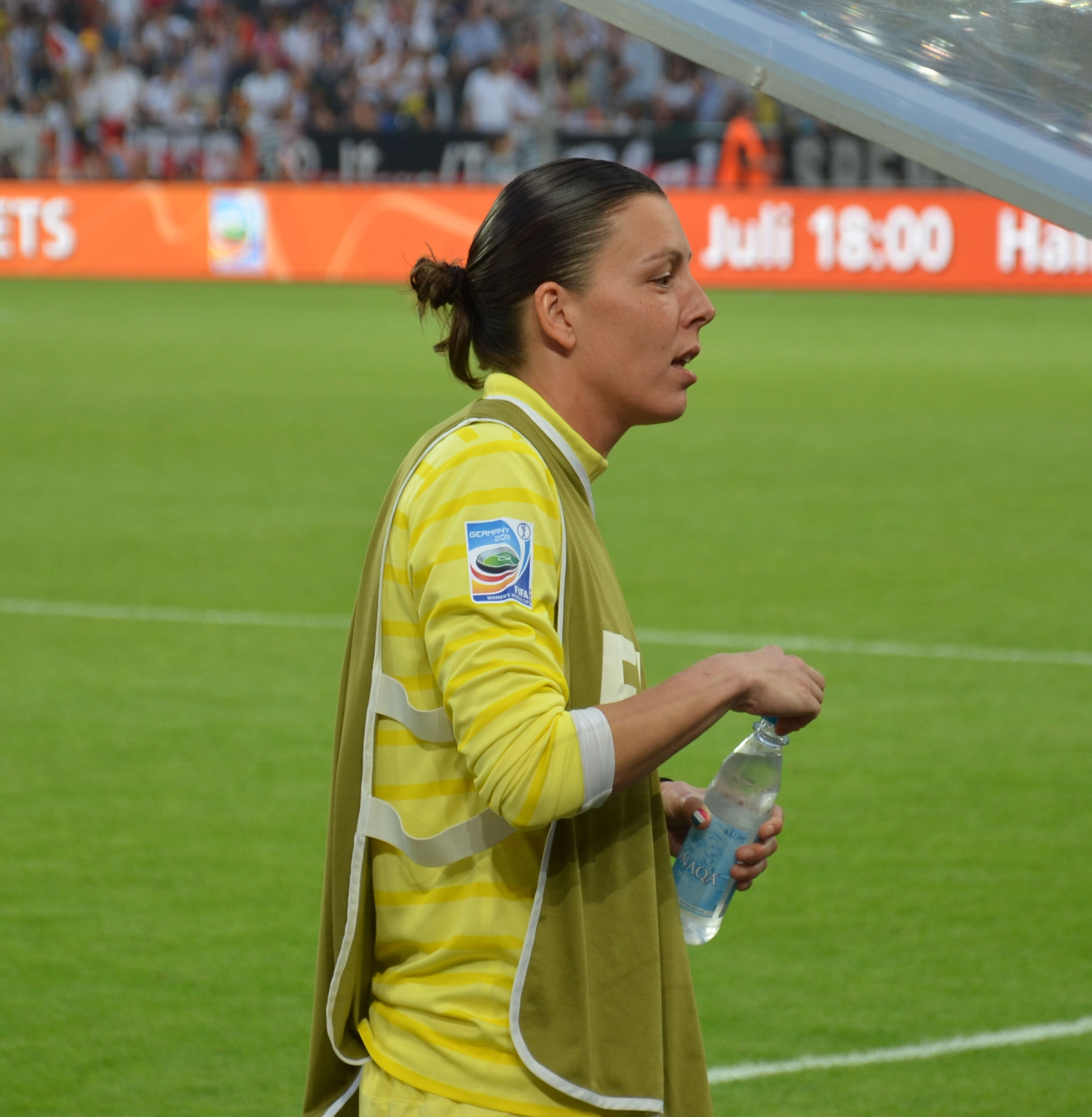
Deville noch als Ersatztorfrau beim WM-2011-Vorrundenspiel Frankreich – Deutschland

Céline Deville (* 24. Januar 1982 in Berck) ist eine französische Fußballspielerin.

## Vereinskarriere
Die in Nordfrankreich geborene Torfrau spielte als Jugendliche bei UO Albertville und ab dem Jahr 2000 bei Paris Saint-Germain. 2002 wechselte sie zum Erstligisten HSC Montpellier. Diesem Verein hat sie neun Jahre lang die Treue gehalten und zwei Meistertitel (2004, 2005) und dreimal (2006, 2007, 2009) den Landespokal gewonnen, in dem sie mit dem MHSC 2011 erneut im Finale stand. Zur Saison 2011/12 ist sie zu Olympique Lyon gewechselt, wo sie mit Sarah Bouhaddi eine starke Konkurrentin auf ihrer Position vorfand. 2013 zog sie weiter zum Juvisy FCF. In der Saison 2017/18 – mittlerweile hatten Juvisys Frauen sich dem Paris FC angeschlossen – war die 36-Jährige nur noch die Nummer zwei hinter Karima Benameur und hatte es lediglich noch auf vier Einsätze gebracht. Daraufhin wechselte sie im Februar 2018 zum ambitionierten Zweitdivisionär AS Nancy.

## Als Nationalspielerin
Seit ihrem ersten A-Länderspiel im April 2002 gehörte Céline Deville zum Kreis der französischen Nationalelf. Ihr erstes Spiel bei einem großen internationalen Turnier war die Partie gegen die Niederlande bei der Europameisterschaftsendrunde 2009 in Finnland. Bei der EM 2005 in England hatte sie gleichfalls zum französischen Aufgebot gehört, wurde dort aber nicht eingesetzt.
Nationaltrainer Bruno Bini hatte Deville auch in seinen Kader für die WM 2011 berufen. Dort kam sie in drei Spielen zum Einsatz, zweimal davon, als sie für Bérangère Sapowicz eingewechselt werden musste, die gegen Deutschland des Feldes verwiesen wurde und sich gegen Schweden verletzte. Mit den Bleues wurde sie WM-Vierte und war anschließend eine der beiden Stammtorhüterinnen der Elf. Sie gehörte zum französischen Olympiaaufgebot 2012, wurde bei diesem Turnier aber nicht eingesetzt. Ebenso berief Trainer Bini sie in das französische EM-Aufgebot 2013 und setzte sie in Schweden in einer der vier Begegnungen ein.
Unter Binis Nachfolger Philippe Bergeroo war Deville weiterhin die Nummer zwei hinter Sarah Bouhaddi, bekam aber auch von ihm ihre Einsatzzeiten. Sie gehörte auch zum Kader für die Weltmeisterschaft 2015, ohne dort noch Berücksichtigung zu finden. Insgesamt brachte sie es auf 65 A-Länderspieleinsätze. (Stand: 22. Mai 2015)

## Palmarès
- Französische Meisterschaft: 2004, 2005, 2012
- Französische Pokalsiegerin: 2006, 2007, 2009, 2012
- EM-Teilnehmerin: 2009, 2013
- WM-Teilnehmerin: 2011

## Nachweise und Anmerkungen
1. ↑  „Der Paris FC wechselt die Torfrau“ vom 1. Februar 2018 bei footofeminin.fr

| Personendaten    | Personendaten                 |
| ---------------- | ----------------------------- |
| NAME             | Deville, Céline               |
| KURZBESCHREIBUNG | französische Fußballspielerin |
| GEBURTSDATUM     | 24. Januar 1982               |
| GEBURTSORT       | Berck                         |